# Sicyodes gynoloxa
Sicyodes gynoloxa là một loài bướm đêm trong họ Geometridae.